# Gorosito (estación)
La estación Gorosito forma parte del sistema Autobuses Caleta Olivia. Debe su nombre al Monumento al Obrero Petrolero el cual se encuentra en cercanías de la parada. La estación se encuentra en la Avenida Güemes 40. Fue inaugurada en 2013.

## Características
Se accede al plataforma mediante una rampa. La parada incluye carteles informativos sobre el servicio y la combinaciones posibles. La parada no está cubierta, cuenta con asientos de hormigón y posee rampas para facilitar la subida. Es una de las estaciones con más aglomeración de gente debido a la gran cantidad de ramales que circulan y por estar en pleno centro de la ciudad. 
Presenta un flujo moderado/alto de pasajeros, aunque es muy difícil predecir con exactitud una media pues la estación muestra niveles de ocupación muy variables. Lo que sí está claro es que como está ubicada en el corazón de la Zona Centro, los usuarios generalmente son empleados y estudiantes, cuyos lugares de origen/destino están entre los comercios del sector o de visitantes que van a hacer compras a la agitada zona comercial de la ciudad.

## Origen del Nombre
El nombre hace referencia al Monumento al Obrero Petrolero, conocido popular y erróneamente como "El Gorosito" ubicada un poco más al sur. Desde la estación puede apreciarse este monumento de 13 m.

## Colectivos
Esta estación es operada por las líneas A, B, C1, C2 y la E. En esta estación se puede realizar transbordo con las demás líneas.